# Aubach (Wied)
Der Aubach ist ein etwas über 15 Kilometer langer Bach im rheinland-pfälzischen Landkreis Neuwied und ein nördlicher und linker Zufluss der Wied.

## Name
Der Name leitet sich wahrscheinlich von germanisch *aukon für 'Hinzufügung' ab, im Sinne von 'Zufluss'.

## Geographie

### Verlauf
Der Aubach entspringt südlich der Deponie Linkenbach. 
Zunächst fließt er auf der zum Niederwesterwald gehörenden Sayn-Wied-Hochfläche durch die Gemarkungen der Ortsgemeinden Oberraden, Urbach, Straßenhaus, Hardert und Anhausen, jeweils jedoch nur am Rande des Gemeindegebietes – teilweise mehrfach die Grenze zwischen zwei dieser Gemeinden kreuzend – jedoch durch keine Ortschaft – lediglich vorbei an den zur Ortsgemeinde Straßenhaus gehörenden Jahrsfelder Mühlen. 
Anschließend fließt er über den zum Neuwieder Beckenrand (Teil des Mittelrheinischen Beckens) gehörenden Wollendorf-Gladbacher Beckenhang und auf diesem in das Gebiet der Stadt Neuwied; in letzterem fließt er in den – Schwanenteich genannten – Stausee im Aubachtal und anschließend durch die Neuwieder Stadtteile Oberbieber und Niederbieber und mündet in Letzterem schließlich von links in den Fluss Wied, welcher später in den Rhein mündet.

### Zuflüsse
Größere, einen eigenen Namen tragende Zuflüsse des Aubachs sind oberhalb des Stausees im Aubachtal unter anderem die Bäche:

- Jahrsbach (rechts)
- Urbach (links)
- Embrichsbach (links)
- Born[s]bach (links)
- Dei[ch]selbach (links)

unterhalb des Stausees im Aubachtal unter anderem der Bach:
- Engelsbach (rechts).